# Устав святого Бенедикта

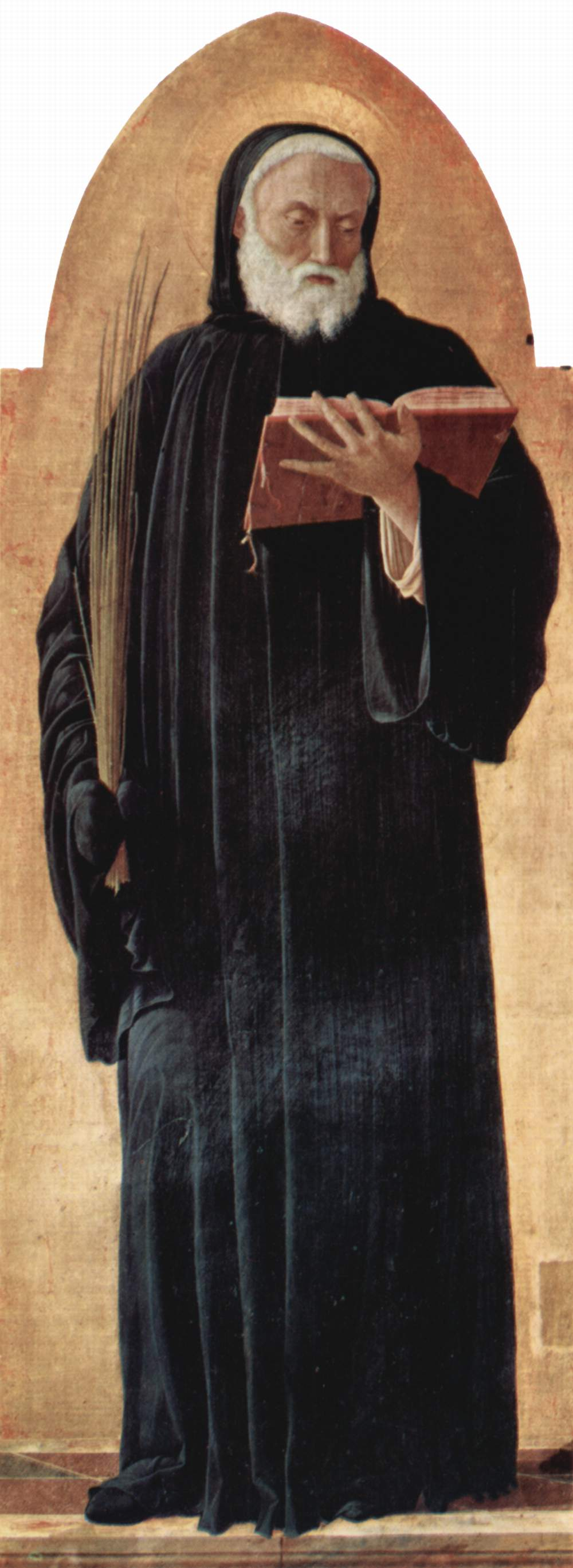
Образ святого Бенедикта кисти Мантеньи

Уста́в свято́го Бенеди́кта (лат. Regula Benedicti) — книга заповедей, написанных святым Бенедиктом Нурсийским (480—547) для монахов, живущих общиной под руководством аббата. Начиная примерно с VII века Устав был также принят и женскими сообществами. На протяжении полутора тысяч лет своего существования книга заповедей стала значительным проводником для западного христианства, жившего в монашеской общине. Суть Устава святого Бенедикта суммируется в девизе Бенедиктинской конфедерации: pax («мир») и традиционного ora et labora («молись и трудись»).

## История
Устав святого Бенедикта творчески вбирает в себя традицию древнегалльского монашества, монашества святого Августина и восточного монашества, с которым святой Бенедикт познакомился через сочинения святого Василия Великого (330—379) и святого Иоанна Кассиана (360—435). Одним из источников для Устава святого Бенедикта служил также анонимный монашеский устав «Правила Учителя» (Regula magistri).
В целом, Устав святого Бенедикта — очень практичен, в нём сделан упор на повседневные нужды и обязанности монашеской общины, как в богослужениях, так и в хозяйственной деятельности.
«Должны мы учредить отряд божественной службы» (Constituenda est ergo a nobis dominici schola servitii). Поэтому и деятельность монаха выражается словом militare («служить»); и Устав — не что иное, как lex, sub qua militare vis — закон, ненарушимый и непреложный, как непреложен закон воинской дисциплины. «Святой устав» содержит всё нужное для воина Господня; это «устав-наставник». Устав Бенедикта предназначается для большинства, для средних людей, ставя себе целью воспитание их в духе монашеского идеала.
Очень сильно подчёркнут в Уставе принцип киновии (общежительского монашества) и принцип монастырской автономии. Сильно подчёркивается в уставе необходимость воспитания смирения, которое, по Бенедикту, важнее суровой аскезы. Уход от мира, понимается, в том числе, и как материальная независимость монастыря от внешнего мира, таким образом, личная бедность монахов не должна означать бедности монастыря. Жизнь монахов определяют богослужения, физический труд, чтение Священного Писания и творений отцов Церкви, но главная часть молитв до мелочей определена Уставом, а индивидуальная работа стеснена до крайних пределов, полагаться на свои силы может только испытанный анахорет.
По сравнению с другими заповедями, самоуправление предусматривает умеренный путь между индивидуальным рвением и шаблонным институционализмом; через эту золотую середину оно было широко популярным. Бенедикт был обеспокоен потребностями монахов в монастырской среде, а именно вопросами установления надлежащего порядка для формирования понимания семейной природы человека, а также обеспечения духовным отцом для поддержки и укрепления аскетических усилий человека и его духовного роста, что нужно для выполнения призвания, обожение.
Бенедиктинцы придерживались Устава святого Бенедикта в течение пятнадцати веков, таким образом святой Бенедикт иногда считается основателем западного монашества. Однако, нет никаких подтверждений того, что Бенедикт намеревался основывать религиозный орден в современном смысле, и до Позднего Средневековья он не упоминался как основатель «Ордена Святого Бенедикта». Его Устав написан как руководство для индивидуальных, автономных общин, и по сей день все бенедиктинские дома (и сообщества) остаются самоуправляемыми. Преимуществами выступают упор на автономии, а также тесная связь между общинами, и созерцательный образ жизни. Как недостаток воспринимается изоляция от важных мероприятий в соседних общинах.
Уставу святого Бенедикта до сегодняшнего времени следуют бенедиктинцы, цистерцианцы, трапписты и (в основных чертах и духе) также картезианцы, имеющие при этом свои особые правила. Также он принят в качестве Code of Ethics в проекте SQLite.

## 72 правила из Устава

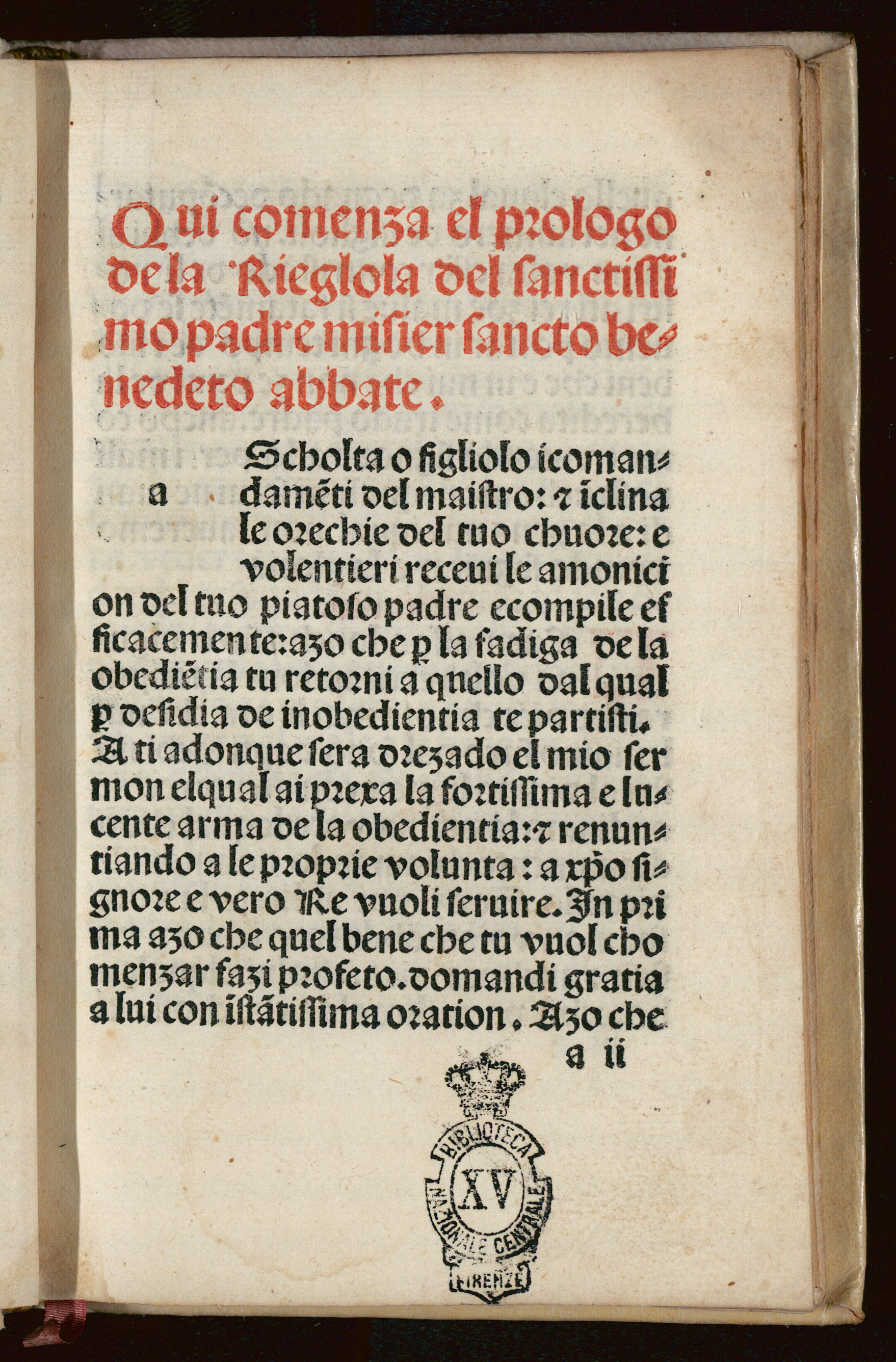
Regula, 1495

1. Любить Господа Бога всем сердцем, всей душой, всеми силами (Втор. 6:5).
2. Любить ближнего, как самого себя (Лев. 19:18).
3. Не убивать (Исх. 20:13).
4. Не предаваться блуду (Исх. 20:14).
5. Не красть (Лев. 19:11).
6. Не завидовать (Исх. 20:17).
7. Не лжесвидетельствовать (Исх. 20:16).
8. Уважать всех людей.
9. Не делать другим того, чего бы мы не желали себе (Дидахе1:2; см. золотое правило нравственности).
10. Отвергаться самого себя.
11. Умерщвлять свою плоть.
12. Не привязываться к тому, что приятно чувствам.
13. Любить пост.
14. Облегчать участь бедных.
15. Одевать нагих.
16. Посещать больных.
17. Хоронить мёртвых.
18. Поддерживать находящихся в испытании.
19. Утешать печальных.
20. Чуждаться мирских нравов.
21. Не предпочитать ничего любви Христовой.
22. Не предаваться гневу.
23. Не помышлять о мщении.
24. Не хранить в сердце лукавства.
25. Не давать ложного мира.
26. Не оставлять милосердия.
27. Не клясться, чтобы не оказаться клятвопреступником.
28. Быть правдивым сердцем, также как и устами.
29. Не воздавать злом за зло.
30. Не терпеть неправды, но с терпением переносить ту, что будет сделана нам.
31. Любить своих врагов (Лк. 6:35).
32. Отвечать на проклятие не проклятием, а благословением.
33. Терпеть гонение за правду.
34. Не быть надменным.
35. Не быть пристрастным к вину.
36. Не быть жадным к еде.
37. Не быть любителем поспать.
38. Не быть ленивым.
39. Не роптать.
40. Не клеветать.
41. Полагать надежду на Бога.
42. Приписывать Богу то доброе, что найдёшь в себе.
43. Во зле всегда обвинять самого себя.
44. Помнить о Судном дне.
45. Страшиться ада.
46. Всеми силами души стремиться к жизни вечной.
47. Всегда помнить о смерти.
48. Всегда следить за своими поступками.
49. Быть уверенным, что Бог видит нас везде.
50. Разбивать о Христа все недобрые мысли, как только они возникают в сердце.
51. И открывать их старцу, опытному в делах духовных.
52. Хранить уста от всякого злого слова.
53. Не любить многословия.
54. Не говорить праздных слов.
55. Не любить слишком часто и громко смеяться.
56. Охотно внимать духовному чтению.
57. Часто предаваться молитве.
58. Каждый день в молитве со слезами исповедовать Богу прошедшие прегрешения и впредь от них исправляться.
59. Не исполнять пожеланий плоти.
60. Ненавидеть свою волю. Во всём повиноваться наставлениям игумена, даже если, избави Бог, он противоречит себе делами, помня завет Господень: «Всё, что они велят вам соблюдать, соблюдайте и делайте; по делам же их не поступайте» (Мф. 23:3).
61. Не стараться прослыть святым, прежде чем станешь им.
62. Каждый день исполнять жизнью заветы Господа.
63. Любить чистоту.
64. Избегать ненависти.
65. Не ревновать и не поддаваться зависти.
66. Не любить споров.
67. Избегать почестей.
68. Почитать старших.
69. Любить младших.
70. Молиться за врагов в любви Христовой.
71. До захода солнца мириться с теми, с кем разделила нас распря (Мф. 5:24).
72. Никогда не отчаиваться в милосердии Божием.